# لوكا (فلم 2021)
لوكا (بالانجليزية: Luca) هو فيلم أمريكي رسوم متحركة قادم من إنتاج شركة والت ديزني بيكشرز واستوديوهات بيكسار للرسوم المتحركة. من إخراج إنريكو كاساروزا في أول ظهور له في الإخراج، كتبه مايك جونز وجيسي أندروز، ومن إنتاج أندريا وارين. الفيلم من بطولة أصوات جاكوب تريمبلاي، وجاك ديلان جرازر، وإيما بيرمان، ومايا رودولف، وماركو باريشيلي، وجيم جافيجان. من المقرر إصدار فيلم لوكا في 18 يونيو 2021.
تدور أحداث الفيلم على الريفيرا الإيطالية، ويركز الفيلم على لوكا باكورو، وهو فتى وحش بحري صغير يتمتع بالقدرة على اتخاذ الشكل البشري أثناء وجوده على الأرض، والذي يستكشف مدينة بورتوروسو مع صديقه الجديد، البرتو سكورفانو، حيث يعيش صيفًا يغير حياته. لوكا مستوحى من طفولة كاساروزا في جنوة. تم إرسال العديد من فناني بيكسار إلى الريفيرا الإيطالية لجمع أبحاث من الثقافة والبيئة الإيطالية. وحوش البحر، «استعارة للشعور بالاختلاف»، كانت مبنية بشكل فضفاض على الأساطير الإقليمية الإيطالية القديمة والفولكلور. مثل لا لونا، تم استلهام التصميم والرسوم المتحركة من الأعمال المرسومة باليد والتوقف عن الحركة وأسلوب هاياو ميازاكي. وصف كاساروزا النتيجة بأنها فيلم «يكرم فيديريكو فيليني وغيره من المخرجين الإيطاليين الكلاسيكيين، مع اندفاعة من ميازاكي في المزيج أيضًا».
تم عرض لوكا لأول مرة في أكواريوم جنوة في 13 يونيو 2021، وكان من المقرر في الأصل طرحه في الولايات المتحدة في 18 يونيو 2021. ومع ذلك، استجابةً لوباء COVID-19 المستمر، تم إصدار الفيلم مباشرة للبث المباشر على Disney + ، جنبًا إلى جنب مع عرض محدود متزامن في مسرح El Capitan. تم إصداره أيضًا في المسارح في البلدان التي لا تحتوي على خدمة البث. تلقى الفيلم تقييمات إيجابية بشكل عام من النقاد، مع الثناء على مرئياته، وتمثيله الصوتي، والشعور بالحنين إلى الماضي. كان أيضًا الفيلم الأكثر مشاهدة في عام 2021، مع أكثر من 10.6 مليار دقيقة مشاهدة وكما حقق أكثر من 49 مليون دولار في جميع انحاء العالم. في حفل توزيع جوائز الأوسكار الـ94 ، تم ترشيح الفيلم لأفضل فيلم رسوم متحركة. تم إصدار فيلم قصير ذي صلة من بطولة ألبرتو بعنوان Ciao Alberto على Disney + في 12 نوفمبر 2021.

## القصة
في صيف عام 1959، كان وحش البحر الصغير الخجول لوكا باجورو يرعى قطعان سمك الماعز قبالة سواحل مدينة بورتوروسو الإيطالية. خوف والداه دانييلا ولورنزو، خوفًا من أن البشر قد يصطادونه بحثًا عن الطعام، فقد منعوه من الاقتراب من السطح. في أحد الأيام، يلتقي لوكا بألبرتو سكورفانو، طفل وحش البحر الذي يعيش بمفرده فوق السطح، مدعيًا أن والده ليس موجودًا في الجوار.
شجع ألبرتو لوكا على الخروج من المحيط، موضحًا له أن وحوش البحر تتحول إلى بشر عندما تجف، لكنها تعود إلى أشكالها الحقيقية عندما تكون مبتلة. يتبع لوكا ألبرتو إلى مخبأه في إيزولا ديل ماري، حيث يتواصل الأولاد أثناء صنع وركوب فيسبا مؤقتًا وهشًا. عند اكتشاف تصرفات ابنهما، يخطط والدا لوكا لإرسال لوكا للعيش في أعماق البحار مع عمه أوغو.
رداً على ذلك، هرب لوكا مع ألبرتو إلى بورتورسو للعثور على فيسبا حقيقي والسفر حول العالم. يتعارض الأولاد مع إركول فيسكونتي، الفتوة المحلية والبطل خمس مرات لكأس بورتوروسو، وهو سباق ثلاثي محلي للأطفال. يحاول إركول نقع لوكا في نافورة، لكن الفتاة الصغيرة جوليا ماركوفالدو تساعد الأولاد على الهروب. على أمل الفوز بالمال اللازم لسباق فيسبا، يشكل الأولاد وجوليا فريقًا للمشاركة في الترياتلون، والذي يتضمن السباحة وتناول المعكرونة وركوب الدراجات. غير قادر على السباحة دون الكشف عن نفسه، يتولى لوكا وألبرتو ركوب الدراجات وأكل المعكرونة في السباق، على التوالي، بينما تأخذ جوليا سباق السباحة. عند تعلم ذلك، يتعهد إركول بالتغلب عليهم ومواصلة سلسلة انتصاراته.
بينما يتدرب الأولاد على السباق، ويقيمون صداقة مع والد جوليا الصياد ماسيمو (الذي ولد بذراع واحدة فقط)، يتوجه والدا لوكا إلى السطح للعثور على ابنهما. تُعلِّم جوليا لوكا عن المدرسة، والعلاقة بينهما علاقة بحب التعلم، لا سيما في علم الفلك. يشعر «ألبرتو» بالغيرة من الصداقة المتزايدة بين لوكا وجوليا. عندما يبدأ لوكا في تجاهل نصيحة ألبرتو، ويحاول تغيير خططهما للذهاب إلى المدرسة بدلاً من السفر حول العالم، يتشاجر هو وألبرتو. في حالة غضب، يكشف «ألبرتو» عمدًا عن شكله الحقيقي لجوليا. غير راغب في التخلي عن نفسه، يتظاهر لوكا بالدهشة من هذا التحول. يعود ألبرتو إلى مخبأه الحزن والخيانة.
في وقت لاحق، غطت جوليا كوبًا من الماء على لوكا المذعور. عندما ترى هويته الحقيقية، ترسله بعيدًا حفاظًا على سلامته. يحاول لوكا التصالح مع ألبرتو، ويكتشف أن والد ألبرتو تخلى عنه فجأة منذ فترة طويلة، مما جعل ألبرتو يعتقد أنه كان مخطئًا، ولا ينبغي أن يكون لديه أصدقاء. عندما يرفض ألبرتو التعاون، يشرع لوكا في الفوز بفيسبا بمفرده، لتصحيح الأمور. بعد عدة حوادث مؤسفة، يأخذ لوكا زمام المبادرة في سباق الدراجات، لكنه يضطر للاحتماء عندما يبدأ هطول الأمطار. يصل ألبرتو بمظلة، لكن إركول يقرعها بعيدًا ويتم الكشف عن كلا الصبيان على أنهما وحوش بحر. يفرون من إركول، الذي ينوي الآن قتلهم وجمع أموال المكافآت، لكن جوليا تساعدهم عن طريق تحطيم دراجتها في إركول، مما يؤدي إلى إصابة نفسها في هذه العملية. عاد لوكا وألبرتو لمساعدتها، ووقفوا أخيرًا في وجه إركول.
تم الدفاع عنهم من إركول والصيادين الآخرين من قبل ماسيمو، الذي كشف أن الأولاد هم أصدقاؤه. كما يشير إلى أنهم عبروا خط النهاية وفازوا بالسباق. تكشف وحوش البحر الأخرى المقنعة عن نفسها، بما في ذلك عائلة لوكا، وسكان المدينة يرحبون بهم بسعادة. عندما يرفض إركول قبول التغييرات، ألقاه أتباعه سيسيو وجويدو في النافورة، ضاقوا ذرعاً بإساءاته وإهاناته. يشتري لوكا وألبرتو فيسبا، لكن ألبرتو يبيعها للحصول على تذكرة قطار للوكا، مما يسمح له بالذهاب إلى المدرسة في جنوة مع جوليا. عائلة لوكا، ماسيمو، وألبرتو يرون لوكا وجوليا في محطة القطار، حيث يتعهدون جميعًا بالبقاء على اتصال.
خلال الاعتمادات، يلتقي لوكا بوالدة جوليا ويحضر المدرسة، ويتباهى بمظهر وحش البحر ثم يشاهد أبولو 11 وهو يهبط على سطح القمر على شاشة التلفزيون مع جوليا. أصبح ماسيمو والد ألبرتو بالتبني، ويمكن لعائلة ألبرتو ولوكا العيش في سلام. في مشهد ما بعد الاعتمادات، يتحدث أوغو إلى سمكة ماعز ضالة عن مدى روعة حياته في أعماق البحار.

## طاقم التمثيل
- جيكوب تريمبلاوي في دور لوكا باجورو، وحش البحر البالغ من العمر 13 عامًا فضولي حول العالم فوق البحر.
- جاك ديلان غرازر في دور ألبرتو سكورفانو، وحش البحر المراهق المتحمس للعالم البشري.
- إيما بيرمان بدور جوليا، فتاة إيطالية تصادق لوكا وألبرتو.
- مايا رودولف في دور دانييلا، والدة لوكا
- ماركو باريشيلي في دور ماسيمو، والد جوليا
- جيم جافيغان في دور لورينزو، والد لوكا

## إنتاج
في يوليو 2020، أعلنت بيكسار عن فيلم جديد بعنوان لوكا ، من إخراج إنريكو كاساروزا وإنتاج أندريا وارين. صرح المخرج، إنريكو كاساروزا، أن الفيلم سيكون مستوحى من طفولته في جنوة وسيجمع بين عناصر المخرجين فيديريكو فيليني وهاياو ميازاكي. للتحضير للفيلم، أرسلت بيكسار العديد من فناني الفيلم إلى الريفيرا الإيطالية في رحلة بحثية، التقطوا خلالها صورًا للمناظر الطبيعية وشعوب المنطقة.

## روابط خارجية
- لوكا  في قاعدة بيانات الأفلام على الإنترنت (بالإنجليزية)